# Zona de desenvolvimento proximal
Zona de Desenvolvimento Proximal (ZDP) é um conceito elaborado por Lev Vygotsky, e define a distância entre o nível de desenvolvimento real, determinado pela capacidade de resolver um problema sem ajuda e o Nível de desenvolvimento potencial determinado através de resolução de um problema sob a orientação de um adulto ou em colaboração com outro companheiro (uma criança mais velha). É a série de informações que a pessoa tem a potencialidade de aprender mas ainda não completou o processo, conhecimentos fora de seu alcance atual, mas potencialmente atingíveis. A Zona de Desenvolvimento Proximal define aquelas funções que ainda não amadureceram, mas que estão em processo de maturação, funções que amadurecerão, mas que estão, presentemente, em estado embrionário.
A zona de desenvolvimento proximal diz respeito à diferença entre a capacidade do individuo para realizar tarefas com auxilio de outras pessoas e a capacidade de realizá-las por si mesmo, como resultado de aprendizagem. A zona de desenvolvimento proximal permite-nos compreender que o ensino escolar infleuncia marcamente o desenvolvimento da consciência do aluno.Mas, para isso, precisa proporcionar interações sociais e estar adiantado em relação ao seu desenvolvimento. 
Esta ideia aproxima-se à de Jim Cummins, de informação mais um (ou i + 1), que afirma que o indivíduo não pode construir conhecimento novo sem uma estrutura, um fundamento, de aprendizagem prévia. Lev Vygotsky diz que o indivíduo não pode transpor um expediente de aprendizagem sem algum conhecimento anterior cognitivamente relacionado, a fim de conectar e suportar a nova informação.

## Os níveis de desenvolvimento
Vigotsky descreve dois níveis de desenvolvimento, denominados  Nível de Desenvolvimento Real e Nível de Desenvolvimento Potencial. 
a) O Nível de desenvolvimento real compreende o conjunto conhecimento consolidado, ou seja, aquilo que é capaz de resolver utilizando seu conhecimento de forma autônoma. 
b) O Nível de desenvolvimento potencial é o conjunto de atividades que a criança não consegue realizar sozinha mas que, com a ajuda de alguém que lhe dê algumas orientações adequadas (um adulto ou outra criança mais experiente), ela consegue resolver. 
A distância entre o nível de desenvolvimento real e o nível de desenvolvimento potencial, caracteriza o que Vygotsky denominou de Zona de Desenvolvimento Proximal.

## A Zona de Desenvolvimento Iminente
A Zona de Desenvolvimento Iminente (ZDI) muitas vezes é tomada como um dos níveis de desenvolvimento, porém, trata-se precisamente do campo intermediário do processo. Sendo o desenvolvimento potencial uma incógnita, já que não foi ainda atingido, Vygotsky postula sua identificação através do entendimento da ZDI. Tomando como premissa o desenvolvimento real como aquilo que o sujeito consolidou de forma autônoma, o potencial pode ser inferido com base no que o indivíduo consegue resolver com ajuda. Assim, a zona proximal fornece os indícios do potencial, permitindo que os processos educativos atuem de forma sistemática e individualizada.

## Analisando o conceito de ZDI
Palincsar (1998), um estudante que fez trabalho considerável, casando a ZDPI com o constructo de "scaffolding", afirma que "… [a ZDI] é talvez um dos mais usados e menos compreendidos constructos que aparecem na literatura educacional contemporânea" (Palincsar, 1998, pág. 370). Entre os principais motivos para essa afirmação está o fato das pessoas terem retirado a ZDI de sua estrutura teórica original (passando a ser usada mais como ferramenta explanatória - desconsiderado o seu poder descritivo), e a interpretação literal da ideia de capacidade, através da qual as pessoas tendem a criar espaços, para a performance assistida, ao invés de olhar para a gama de possibilidades de artefatos culturais (inclusive elementos da própria tarefa), que estão presentes na aprendizagem, e que mediam a aprendizagem na ZDI (Palincsar, 1998).
Segundo Chaiklin, a interpretação comum da ZDI (Chaiklin, 2003, pág. 41) compreende três suposições: suposição de generalidade - por meio da qual se assume a aplicabilidade universal da ZDI; suposição de ajuda – semelhante ao argumento de Palincsar sobre a ZDI ter sido realinhada para assumir que a aprendizagem requer a intervenção de um especialista; e suposição potencial – por meio da qual a ZDP é vista como um tipo de propriedade natural do estudante, que permite melhor aprendizagem com menor dificuldade.
Chaiklin (2003) critica a interpretação comum em três fundamentos. Primeiro, a ZDI deve estar relacionada ao desenvolvimento global ao longo do tempo, ao invés de tratar da aprendizagem de qualquer habilidade específica; segundo, é fato aceite que uma criança pode fazer mais se houver a direção e colaboração de uma pessoa mais capaz. O que muitos pesquisadores evitam é entender o significado da assistência provida, em relação à aprendizagem de habilidades e o desenvolvimento global do estudante. Finalmente, o potencial de um estudante não é propriedade de uma criança (como em "nesta fase ela está em sua Zona de Desenvolvimento Proximal"), pelo contrário, a ZDI é uma indicação de presença de imaturidade, ou do processo de amadurecimento, como se queira, funções psicológicas que podem ser um trampolim para intervenções significantes.
Chaiklin (2003) conclui seu ensaio com vários assuntos para discussão futura (inclusive as relações entre a ZPI e o "scaffolding"), e nos estimula a revisar o constructo teórico original em seu contexto histórico e cultural, antes de afastá-lo das intenções originais de Vygotsky.
(a) Vygotsky estava tentando levantar uma série de temas que  foram adequadamente confrontadas na literatura contemporânea que recorre a este conceito;
(b) muitas das "resoluções" ou "desenvolvimentos novos" que diversos autores propuseram parecem ser uma diluição destes assuntos teóricos gerais, em lugar de uma clarificação ou aprofundamento; e
(c) muitos dos argumentos, críticas e preocupações que foram levantados estão explicitamente errados ou não apontaram para a perspectiva teórica de Vygotsky. Pessoas que querem usar a zona de conceito de desenvolvimento de proximal devem, no mínimo, tentar entender os problemas teóricos e conceituais particulares a que Vygotsky tentava se referir quando formulou este conceito. (Chaiklin, 2003, pág. 59).